# Metoa convergens
Metoa convergens är en stekelart som beskrevs av Dasch 1984. Metoa convergens ingår i släktet Metoa och familjen brokparasitsteklar. Inga underarter finns listade i Catalogue of Life.